# 王叔銘
王 叔銘（おう しゅくめい / ワン・シューミン）は、中華民国空軍の軍人。本名は王鑂だが、同音の王勲を名乗った。

## 経歴
1924年5月、黄埔軍官学校第1期入学。同年12月に卒業すると、広東航空学校第1期に入学。1925年6月、楊希閔・劉震寰の反乱鎮圧に参加。卒業後ソ連に留学し、ボリソグレプスクの第2航空学校、ソ連高級戦闘射撃爆撃学校（オレンブルクのセルプホフ高等空中戦技軍事航空学校か）、レニングラードの偵察飛行高等軍事学校を卒業。また、ともに留学した1期生のうち4名が中国共産党党員であったことからオルグを受け、1926年2月、現地で中国共産党に入党するが、1931年秋の帰国に伴い脱党。
中央航空学校高級班にて軍事顧問のジョン・ジュエット元大佐より飛行技術の再審査を受け、卒業後は厳格な基準に基づいて同校の飛行教官に抜擢された。
1933年11月、中央航空学校暫編第2轟炸隊隊長。
1934年、航空第2隊隊長。
1936年2月、新設の中央航空学校洛陽分校主任。同校はシルヴィオ・スカロニ少将らイタリア軍事顧問団のイタリア式教練を実践する場であったが、ジュエットとは対照的にスカロニらの審査基準は低かったため、質の低いパイロットを増やしてしまい、クレア・リー・シェンノートからの評価は低かった。
1936年9月3日、空軍上尉。
日中戦争勃発後の1937年9月ごろ、沈徳燮・佟彦博とともに戦闘機200機・爆撃機100機の購入交渉のためソ連に赴いた。帰国後、空軍軍士学校教育長となったと思われるが、間もなく再度ソ連に発令され駐ソ空軍武官。1940年の帰国後に空軍第3路司令官。
1941年1月、空軍軍官学校教育長。同年5月、昆明新設の空軍第5路司令官兼任。ただし公務多忙のため、設置準備は第5路司令部第1科科長の佟彦博と第2科科長の羅中揚が代行した。
1943年1月14日、空軍少校。2月、空軍第3路司令官。4月14日、参謀学校校長兼任。1945年9月29日、雲南省政府主席の竜雲拘束のため、後任の主席代理李宗黄とともに昆明に派遣される。
1946年6月29日、空軍総司令部副総司令兼参謀長。
1946年11月22日、空軍上校。
1948年9月22日、空軍少将。
1952年3月14日、空軍総司令。反抗大陸のため米軍との関係を強化し、F-84 650機を含む1100機の購入を取り付けたほか、総司令部計画署の編訳組、情報署の史政組の編制を拡大して米軍の書物の翻訳に当たらせ、訓練、維持修理、作戦の需要に充てたまた、京劇宣伝部隊として大鵬劇芸実験学校（大鵬劇校、小大鵬）と大鵬劇隊を設立した。
1957年6月25日、国防部参謀総長。
1958年12月31日、空軍一級上将。
1959年6月29日、戦略顧問委員会副主任委員。
1962年7月30日、駐連合国安全理事会軍事参謀団中国代表団空軍代表兼主席代表。
1972年4月18日、駐ヨルダン大使。
1975年、総統府戦略顧問。
1998年10月28日未明、心臓病と大腸癌の合併症により台北市の三軍総医院にて病死。葬儀では前参謀総長の羅本立・空軍総司令の陳肇敏らが弔問した。
死後、中央研究院近代史研究所档案館に一人息子の王鎮洋より日記が提供された。内容は、おもに夫婦仲の事が多いが、参謀総長を解任された際は蒋介石・蒋経国親子への不信感がつづられ、総統府戦略顧問になった以降は一転して蒋親子への賛辞がつづられていたという。

## エピソード
中国軍捕虜となった飛行第90戦隊の白浜幸吉軍曹（少飛1期）は、自身を尋問した軍官の中に王叔銘と思われる空軍軍官「王上校」がいたと戦後回想する。1939年3月上旬、「航空委員会成都禁閉室」に連れて来られた白浜に、王叔銘は眼鏡をかけた長身の「陳上校」、通訳の「毛少校」とともに尋問を始めたが、白浜は事前に憲兵隊が行った尋問と同じく虚偽の情報を書いて提出した。小柄で眼光鋭い王叔銘はそれを読んでいたが、突然立ち上がると拳骨で白浜の頬を殴り、調書を破いて、仁王の様な形相で睨みつけ怒鳴りつけた。そして少年倶楽部新年号を取り出すと白浜へのインタビュー記事を開き、白浜と、伴に捕虜となった大石の文字を赤鉛筆で書いて見せ、「是不是你的」と言うと、白浜はあっさりと頷いてしまった。陳上校と毛少校が嘘の事を言っても無駄である事、捕虜の生命を保証する事を説明すると白浜は観念し、本当の情報を話した。その後は中華料理を持ってきてふるまい、一転して和やかな雰囲気になったという。

## 栄典
- 三等空軍復興栄誉勲章 1943年10月10日[33]
- 青天白日勲章 1944年8月13日[34]
- 四等雲麾勲章（中国語版） 1946年2月27日[35]
- 四等宝鼎勲章（中国語版） 1947年3月14日[36]
- 二等景星勲章（中国語版） - 1947年4月22日[37]
- 三等宝鼎勲章 1947年8月14日[38]
- 二等宝鼎勲章 1947年11月15日[39]
- 二等雲麾勲章 1948年8月14日[40]
- 河圖勲章 1948年8月14日[40]
- 一等雲麾勲章 1950年3月28日[41]
- 一等景星勲章 1950年8月14日[42]

## 参考
- 盧克彰編著『空軍建軍史話』空軍總部政治作戰部、1974年。
- 少飛会歴史編纂委員会『陸軍少年航空兵史』少飛会、1983年3月。
- “王叔銘” (中国語).   中国黄埔軍官学校網. 2017年11月23日閲覧。
- 倪孟安 (2013). “《王叔銘日記》的史料價値《王叔銘日記》的史料價値” (PDF). 國史研究通訊 (國史館) 4:  155-160 2019年6月19日閲覧。.